# Univerza Kalifornije, San Francisco
Univerza Kalifornije, San Francisco (angleško University of California, San Francisco, okrajšano UC San Francisco oz. UCSF) je javna univerza s sedežem v mestu San Francisco, Kalifornija, ZDA. Specializirana je za podiplomsko usposabljanje na področjih zdravstva in biomedicinskih znanosti. V tej obliki je bila ustanovljena leta 1873, ko se je javnemu sistemu Univerze Kalifornije priključil Tolandov medicinski kolidž, ustanovljen desetletje pred tem, in se preimenoval v »Oddelek za medicino Univerze Kalifornije«.
Univerza upravlja s štirimi večjimi kampusi v San Franciscu in enim v Fresnu ter številnimi manjšimi posestvi v širšem območju San Francisco Bay Area. Glavni kampus je Parnassus, kjer imajo sedež fakultete za zobozdravstvo, medicino, bolniško nego in farmacijo ter podiplomski programi biomedicinskih znanosti, poleg tega pa se tu nahaja tudi Medicinski center UCSF, ki je glavna učna bolnišnica univerze.
Po Šanghajski lestvici, ki razvršča svetovne univerze po akademskih dosežkih, se Univerza Kalifornije, San Francisco uvršča med 20 najboljših svetovnih univerz. Med osebjem so štirje Nobelovi nagrajenci. Različni izobraževalni sklopi so visoko rangirani na nacionalnem nivoju; UCSF ima tako po lestvici U.S. News & World Report peti najboljši raziskovalni program, program izobraževanja na področju zdravljenja aidsa pa je najboljši v državi. Ločeno je Medicinski center UCSF uvrščen med najboljše ameriške bolnišnice. USCF je tudi najuspešnejša ameriška javna ustanova pri kandidiranju za sredstva, ki jih na razpisih podeljujejo Nacionalni inštituti za zdravje; s tega naslova je leta 2009 prejela 463 milijonov USD financiranja.